# Glödhoppa (lamm)
För andra betydelser, se Glödhoppa.
Glödhoppa är en gotländsk maträtt som består av tunt skivat lammkött som grillats eller halstrats. Köttet är innan tillagningen antingen rökt eller rimmat. Glödhoppa serveras exempelvis med äggröra eller kokt potatis.